# プッタラムライン
プッタラムラインは、スリランカのラーガマ駅からプッタラム駅を経てヌール・ナガール駅までを結ぶ鉄道路線である。

## 路線経路

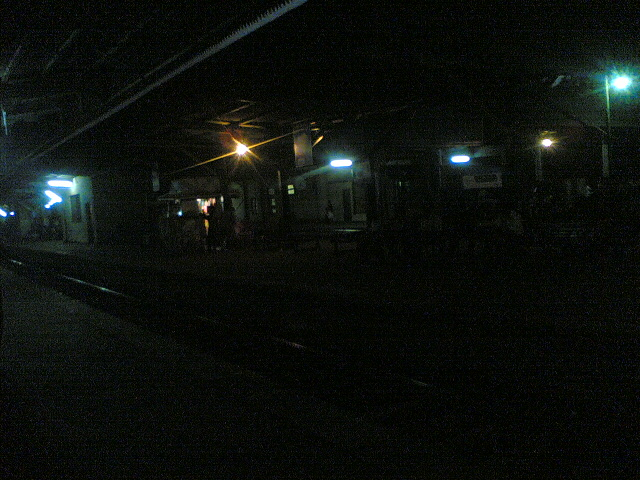
プッタラムラインがラーガマ駅を出発する。

ラーガマから出発するプッタラムラインは、その後カンダナやジャ・エラ、カトゥナーヤカ、ニゴンボを通り抜け、終点であるプッタラムまで走ってゆく。

## 歴史
- 1907年7月3日 - セイロン総督ヘンリー=アーサー=ブレイクによるニゴンボまでの路線の敷設が開始される。
- 1908年11月9日 - ジャ・エラまで延伸される。
- 1909年12月1日 - ニゴンボまで延伸される。
- 1926年5月12日 - プッタラムまで延ばし、全区間開通。
- 2011年 - ラーガマ駅 - ジャ・エラ駅 6.6 km 間複線化

## データ

### 主要な駅
観光会社のホームページによると、プッタラムラインの主要な駅は次の通り。
| 駅名               | 累計営業キロ             | 累計営業キロ   | 所在地                | 備考                           |
| 駅名               | コロンボ・フォート駅から | ラーガマ駅から | 所在地                | 備考                           |
| ------------------ | ------------------------ | -------------- | --------------------- | ------------------------------ |
| ラーガマ駅         | 15.546                   | 0.0            | 西部州 ガンパハ県     | メインラインと接続             |
| ペラランダ駅       | 17.077                   |                | 西部州 ガンパハ県     |                                |
| カンダナ駅         | 18.829                   |                | 西部州 ガンパハ県     |                                |
| カプワッタ駅       | 20.556                   |                | 西部州 ガンパハ県     |                                |
| ジャ・エラ駅       | 22.153                   | 6.4            | 西部州 ガンパハ県     |                                |
| スデラ駅           | 23.934                   |                | 西部州 ガンパハ県     |                                |
| アラワスゴダ駅     | 26.503                   |                | 西部州 ガンパハ県     |                                |
| セドゥワ駅         | 28.056                   | 12.9           | 西部州 ガンパハ県     |                                |
| リヤナゲムラ駅     | 30.124                   |                | 西部州 ガンパハ県     |                                |
| カトゥナーヤカ駅   | 32.447                   | 17.7           | 西部州 ガンパハ県     | バンダラナイケ国際空港の所在地 |
| クラーナ駅         | 35.31                    | 19.3           | 西部州 ガンパハ県     |                                |
| ニゴンボ駅         | 38.85                    | 24.1           | 西部州 ガンパハ県     |                                |
| コックチカデ駅     | 45.048                   | 29.0           | 北西部州 プッタラム県 |                                |
| ベラワッタ駅       | 48.879                   | 33.8           | 北西部州 プッタラム県 |                                |
| ルヌウィラ駅       | 54.354                   | 38.6           | 北西部州 プッタラム県 |                                |
| ナッタンディヤ駅   | 62.196                   | 46.7           | 北西部州 プッタラム県 |                                |
| マダンペ駅         | 71.996                   | 56.3           | 北西部州 プッタラム県 |                                |
| チラウ駅           | 82.462                   |                | 北西部州 プッタラム県 |                                |
| バンガデニヤ駅     | 91.693                   | 75.6           | 北西部州 プッタラム県 |                                |
| ムンダイ駅         | 109.771                  | 93.3           | 北西部州 プッタラム県 |                                |
| パラビ駅           | 130.465                  | 114.3          | 北西部州 プッタラム県 |                                |
| プッタラム駅       | 135.119                  | 119.1          | 北西部州 プッタラム県 |                                |
| ヌール・ナガール駅 | 139.095                  | 123.549        | 北西部州 プッタラム県 |                                |
| カラディプヴァル駅 | 147.803                  | 132.257        |                       | 旅客営業停止                   |
| ペリヤナガヴィル駅 | 158.596                  | 143.050        |                       | 旅客営業停止                   |